# Tor Trondsen
Tor Edvin Trondsen (Trondheim, 3 settembre 1976) è un ex calciatore norvegese, di ruolo difensore.

## Carriera

### Club
Trondsen giocò al Nardo, prima di passare al Moss. Esordì nella Tippeligaen il 13 aprile 1998, quando fu titolare nel successo per 0-1 sul campo del Brann. Nella sfida di ritorno contro il Brann, datata 13 luglio dello stesso anno, segnò la prima rete nella massima divisione norvegese, contribuendo al successo per 3-0 della sua squadra.
Nel 2000 passò al Rosenborg, per cui disputò il primo match il 21 ottobre, schierato titolare nel pareggio per 1-1 contro il Moss. Nel 2001 tornò in prestito al Moss. Nel 2002 fu invece ceduto a titolo definitivo al Fredrikstad, nella 2. divisjon, e contribuì all'immediata promozione. L'anno seguente, il club fu promosso nuovamente e arrivò quindi nella Tippeligaen. Rimase in squadra fino al 2005.
Nel 2010 giocò nel Lisleby.